# Longrita rastellata
Longrita rastellata là một loài nhện trong họ Trochanteriidae. Loài này phân bố ở West-Australië en Queensland.